# David Accam
David Accam est un footballeur international ghanéen né le 28 septembre 1990 à Accra. Il joue au poste d'attaquant.

## Biographie
Le 19 décembre 2014, Accam signe un contrat de joueur désigné de la MLS en faveur du Fire de Chicago.
En trois saisons à Chicago, David Accam s'impose rapidement comme un des meilleurs ailiers de la ligue, atteignant un sommet en 2017 lorsqu'il inscrit quatorze buts et délivre huit passes décisives. Remarqué par ses performances, il est envoyé à l'Union de Philadelphie le 19 janvier 2018 contre 1 200 000 dollars en montant d'allocation monétaire.

### Carrière internationale
Accam est appelé pour la première fois avec le Ghana à l'occasion d'un match de qualification à la coupe du monde contre le Soudan le 23 mars 2013. Remplaçant, il reste sur le banc et n'entre pas en jeu lors de ce match.

## Palmarès
- Avec le  Ghana :
  - Finaliste de la Coupe d'Afrique des nations en 2015
- Avec  Helsingborgs IF :
  - Finaliste de la Coupe de Suède en 2014